# (36751) 2000 RE69
2000 RE69 (asteroide 36751) é um asteroide da cintura principal. Possui uma excentricidade de 0.07666700 e uma inclinação de 3.15685º.
Este asteroide foi descoberto no dia 2 de setembro de 2000 por LINEAR em Socorro.